# Alphonse De Waelhens

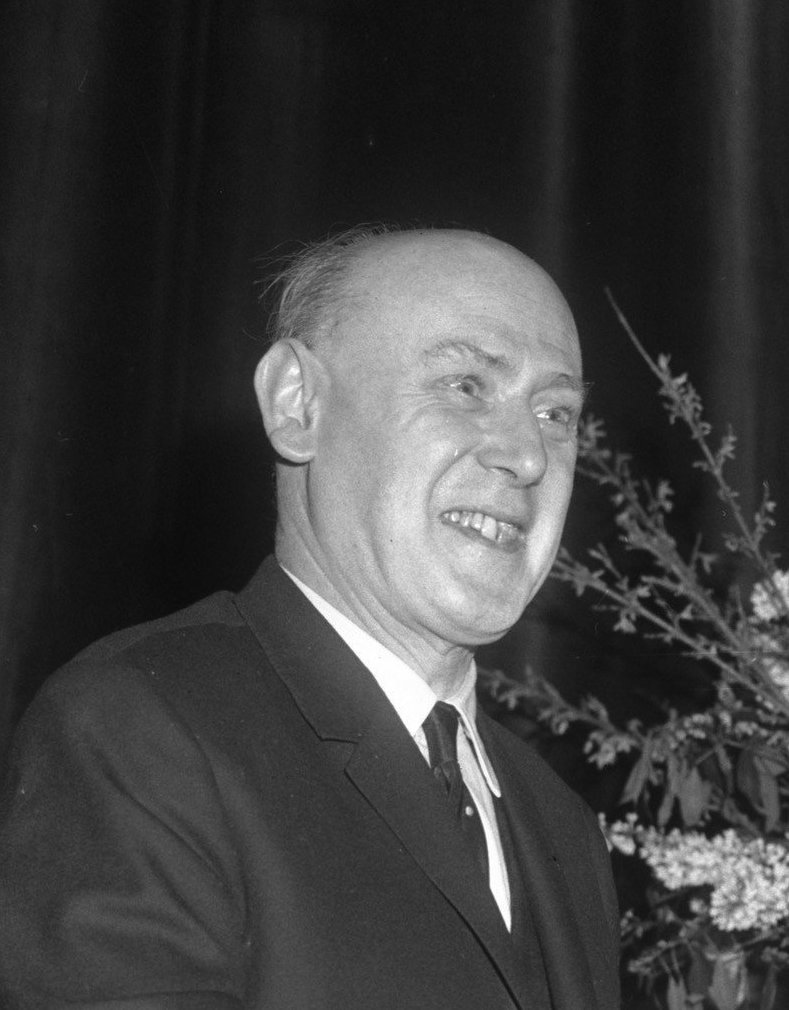
Alphonse De Waelhens in 1966

Alphonse Marie Adolphe De Waelhens (Antwerpen, 11 augustus 1911 - Leuven, 19 november 1981) was een Belgisch filosoof en hoogleraar aan het Hoger Instituut voor Wijsbegeerte van de Katholieke Universiteit Leuven en de Université catholique de Louvain.
Als een van de eersten liet hij het werk van Martin Heidegger ingang vinden in zowel het Franse als het Nederlandse taalgebied, en bestudeerde hij eveneens de fenomenologie bij Edmund Husserl en Maurice Merleau-Ponty. In de loop der tijd interesseerde hij zich steeds meer in de psychoanalyse en de psychose. Samen met de Leuvense hoogleraren Antoon Vergote en Jacques Schotte richtte hij in 1965 de Lacaniaans georiënteerde Belgische School voor Psychoanalyse op. Eind jaren '60 werd de latere hoogleraar Herman Parret zijn assistent.

## Belangrijkste werken
- La philosophie de Martin Heidegger, 1942
- met Walter Biemel: M. Heidegger, De l'essence de la vérité, vertaling en inleiding van Vom Wesen der Wahrheit, 1948
- Une philosophie de l'ambiguïté. L'existentialisme de Maurice Merleau-Ponty, 1951
- Chemins et impasses de l'ontologie Heideggerienne. À propos des 'Holzwege', 1953
- Phénoménologie et vérité. Essai sur l'évolution de l'idée de vérité chez Husserl et Heidegger, 1953
- Existence et signification, 1958
- La philosophie et les expériences naturelles, 1961
- La Psychose. Essai d'interprétation analytique et existentiale, 1971
- Le Duc de Saint-Simon. Immuable comme dieu et d'une suite enragée, 1981